# Creu de terme de Moja
La Creu de terme de Moja és un creu de terme del municipi d'Olèrdola (Alt Penedès) inclosa en l'Inventari del Patrimoni Arquitectònic de Catalunya.

## Descripció
És una creu missional de pedra. Presenta una base de dos esglaons octogonals de diàmetre decreixent en alçada. Al damunt tenim el sòcol sobre el que descança el fust que, juntament amb la magolla, mostren un perfil de vuit cares. La creu té el braços acabats amb flor de lis. A la part central de la creu hi ha la inscripció: "Record de la Santa Missió 1950"